# Ерік Брістоу

Ерік Брістоу (англ. Eric Bristow; 25 квітня 1957 — 5 квітня 2018), англійський професійний гравець в дартс, п'ятиразовий чемпіон світу (BDO) з дартсу.

## Кар'єра
Перший дартсмен в історії, який захистив свій титул чемпіона світу (BDO) в одиночному розряді (1980, 1981). Перший гравець в історії дартсу, який виграв три послідовних першості світу (BDO) в одиночному розряді (1984, 1985, 1986).